# Tennessee Williams
Tennessee Williams, ameriški pisatelj, dramatik in pesnik, * 26. marec 1911, Columbus, Mississippi, Združene države Amerike, † 25. februar 1983, New York.
Velja za enega največjih ameriških dramatikov 20. stoletja.

## Življenjepis
Tennessee Williams se je rodil kot Thomas Lanier Williams 26. marca 1911 v Columbusu, v državi Mississippi. Bil je prvi sin in drugi otrok očeta Corneliusa Coffina Williamsa, potujočega prodajalca čevljev, in matere Edwine Dakin Williams. Williams je bil neizmerno navezan na starejšo sestro Rose; prav ona je bila njegova inspiracija, njegova najiskrenejša poslušalka in kritičarka. Rose je bila mentalno in čustveno nestabilna. Ko se ji je zdravstveno stanje poslabšalo, sta starša dovolila zdravnikom, da ji opravijo lobotomijo, ki pa se ni posrečila, in sestra je večino življenja preživela v sanatorijih. Sestrina bolezen je imela velik vpliv na Tennesseeja, saj je bil neprenehoma v strahu, da se mu bo omračil um, velikokrat pa je doživljal živčne zlome. Njegova družina se je leta 1918 preselila v St. Louis, kjer je prvič okusil osamljenost in tesnobo revščine. Zaradi močnega južnjaškega naglasa je bil v šoli tarča posmeha.
Leta 1927 je Williams prejel prvo literarno pohvalo, ko se je uvrstil na tretje mesto v državnem esejističnem tekmovanju, ki ga je sponzoriral »The smart set magazine«.
Leta 1929 se je vpisal na novinarstvo na univerzo Missouri. Ko se je njegova prijateljica Hazel Kramer odločila vpisati se na isto univerzo, je oče Tennesseeju zagrozil, da ga bo izpisal in tako prekinil njegovo romanco (edino znano romanco z žensko). Padel je v depresijo in se izpisal z univerze. Velika gospodarska kriza in očetovo vztrajanje sta pripeljala do tega, da se je moral zaposliti v tovarni čevljev, kjer je delal tudi njegov oče: »Sovražil sem to delo, ampak sem ga moral opravljati, dokler nisem privarčeval dovolj denarja, da sem se lahko ponovno vpisal na univerzo v Iowo.« Podnevi je delal, ponoči je pisal, a pritisk je bil prevelik in doživel je živčni zlom. Okreval je pri starih starših in ponovno veliko pisal. Leta 1930 je objavil prvo novelo, pisal je pesmi in začel s pisanjem dramskih iger, saj se je navdušil nad uprizoritvijo Ibsenovih Strahov. Sprva je pisal enodejanke, nato daljše igre. Na amaterskih odrih v Memphisu in St. Louisu so postavili prve uprizoritve Williamsovih zgodnjih del.
Leta 1937 se je vrnil na univerzo, tokrat v Iowo, kjer je obiskoval seminarje za pisanje iger in leta 1938 diplomiral. V času študija je spoznaval svojo homoseksualno usmerjenost. Med delom in študijem je neprenehoma pisal. Leta 1939 se je preselil v New Orleans, spremenil način življenja in svoje ime v »Tennessee« (ta vzdevek so mu nadeli sošolci na fakulteti, ker je bil njegov oče iz Tennesseeja). Pisal je zgodbe, ki jih je kasneje predelal v igre, sodeloval je na natečaju za gledališko igro, prejel 100 dolarjev nagrade in se spoznal z agentko Audrey Wood, ki je postala njegova svetovalka in prijateljica. Pod njenim okriljem je med vojno dobil službo v Hollywoodu, kjer je pisal za filmsko ekipo Metro-Goldwyn-Mayer. Audrey Wood je posvetil igro Mačka na vroči pločevinasti strehi.
Prvi večji uspeh je doživel z dramo Steklena menažerija (zanjo je prejel nagrado New York Drama Critics' Circle award), ki je leta 1945 postala broadwayski hit in ni samo močno spremenila Tennesseejevega življenja, pač pa je revolucionarizirala ameriško gledališče.
Umetnost je bila njegova odrešitev.
Tramvaj Poželenje (1947) in Mačka na vroči pločevinasti strehi (1955) sta njegovo ime ponesli v svet, saj je za drami prejel prestižni Pulitzerjevi nagradi. Po njegovih dramskih predlogah so posneli številne filme, zagotovo pa sta med najbolj znanimi Tramvaj Poželenje in Mačka na vroči pločevinasti strehi.
Leta 1947 se je v New Orleansu zaljubil v sicilijanskega Američana Franka Merla, ki je med 2. svetovno vojno služil v ameriški mornarici. Skupaj sta dopustovala v Italiji, kjer se je Williams navdušil nad strastnim temperamentom in vročekrvnostjo italijanskega življenja. Ljubezenska izkušnja in italijanska inspiracija sta navdihnili igro Tetovirana roža (1951), ki je edina Tennesseejeva celovečerna igra s srečnim koncem.
Leta 1955, po velikem uspehu Mačke na vroči pločevinasti strehi, je njegova inspiracija padla in začel je konzumirati velike količine močne kave, cigaret, alkohola in drog. Merlo je bil stalna opora v kaotičnem življenju žive legende gledališča. Bil je Williamsov zaupnik in umetniški svetovalec, ob tem pa tudi predan in zvest partner. Po 14 letih skupnega življenja se je pripetila nesreča; Merlo je zbolel in leta 1961 umrl za pljučnim rakom. Williams je zapadel v globoko depresijo, ki je trajala deset let in ki jo je sam kasneje označil za »kameno dobo«. Leta 1960 je doživel ponovni zlom, a že naslednje leto ponovni uspeh z dramo Noč iguane, za katero je prejel že četrto nagrado Drama Critics' Circle award. To je bila njegova zadnja velika uspešnica.
Williams se je vse svoje življenje boril z depresijami in hipohondrijo; rekel je: »Imam vse okvare, ki jih lahko ima človek.« Že v mladosti je doživel živčni zlom in od takrat je živel v nenehnem strahu, da bo znorel, kot se je to zgodilo njegovi sestri Rose. Bil je obseden z boleznimi, neuspehom in smrtjo, neprenehoma je bil v strahu, da mu bo srce prenehalo biti. Po Merlovi smrti se je še bolj vneto predajal pijači in mamilom.
25. februarja 1983 je Williams umrl zaradi zadušitve s pokrovčkom stekleničke z zdravili v svoji rezidenci v hotelu Elysee v New Yorku. Pokopan je v St. Louisu v Missouriju.

## Vir
Tennessee Williams, največji dramatik ameriškega juga, gledališki časopis Drame SNG Maribor Premiernik, št. 4, sezona 2005/2006